# کنی دایر
کنی دایر (انگلیسی: Kenny Dyer؛ زادهٔ ۷ سپتامبر ۱۹۶۴) بازیکن فوتبال اهل بریتانیا است.
از باشگاه‌هایی که در آن بازی کرده‌است می‌توان به باشگاه فوتبال آرسنال، باشگاه فوتبال چارلتون اتلتیک، تیم ملی فوتبال مونتسرات، باشگاه فوتبال تاتنهام هاتسپر، باشگاه فوتبال مایدستون یونایتد، باشگاه فوتبال چتم، باشگاه فوتبال نئا سالامیس فاماگوستا، باشگاه فوتبال دوور اتلتیک، و باشگاه فوتبال داگنم و ردبریج، باشگاه فوتبال سلو تاون، باشگاه فوتبال دوور اتلتیک، و باشگاه فوتبال چتم اشاره کرد.
وی همچنین در تیم ملی فوتبال مونتسرات بازی کرده‌است.